# Acidaliodes
Acidaliodes é um gênero de traça pertencente à família Arctiidae.